# Jan Vokál
Jan Vokál (ur. 25 września 1958 w Hlinsku) – czeski duchowny rzymskokatolicki, doktor nauk prawnych, biskup diecezji hradeckralovskiej od 2011.

## Życiorys
Syn Jana i Anny Vokálových. Absolwent szkoły elektrotechnicznej w Pardubicach i studiów z dziedziny cybernetyki na Wydziale Elektrycznym Politechniki Praskiej (ČVUT). Po studiach inżynierskich w 1983 został przyjęty do rzymskiego kolegium Nepomucenum i podjął studia filozoficzno-teologiczne na Papieskim Uniwersytecie Laterańskim. W 2008 uzyskał doktorat z obojga praw na Papieskim Uniwersytecie Laterańskim, a w 2009 doktorat z prawa cywilnego na Uniwersytecie Karola w Pradze.
5 lipca 1988 po zakończeniu studiów z filozofii i teologii przyjął w Ellwangen (Jagst) święcenia diakonatu z rąk biskupa Jaroslava Škarvady i został inkardynowany do diecezji Hradec Králové. W latach 1988–1989 przebywał w Stanach Zjednoczonych Ameryki gdzie odbywał praktyki i dalszą formację duchowną.
28 maja 1989 w Watykanie przyjął święcenia kapłańskie z rąk papieża Jana Pawła II. W latach 1989–1991 był przydzielony do pracy duszpasterskiej w Stanach Zjednoczonych Ameryki. Pracował jako wikary w diecezji Peoria. W latach 1991–2011 pracował w Sekcji Spraw Ogólnych Sekretariatu Stanu Stolicy Apostolskiej. W latach 1992–2005 był osobistym sekretarzem kardynała Corrado Bafile. W latach 1995–2009 towarzyszył papieżom w ich wizytach apostolskich w Czechach.
W 1997 został mianowany prałatem, w 2005 koadiutorem w kapitule kanoników przy bazylice Matki Bożej Większej w Rzymie i kanonikiem honorowym kapituły katedralnej w Hradcu Králové, a w 2007 przystąpił do grona Familiares Jego Świątobliwości.
3 marca 2011 otrzymał nominację na biskupa ordynariusza diecezji Hradec Králové. Jego konsekracja biskupia odbyła się 7 maja 2011. Konsekratorem był kardynał Tarcisio Bertone, a współkonsekratorami arcybiskupi Dominik Duka i Erwin Josef Ender.
Ingres nowego ordynariusza Hradca Králové odbył się 14 maja 2011.